# Patrick Eder
Patrick Eder  (* 1990) ist ein Schweizer Unihockeyspieler, der beim Nationalliga-A-Verein Floorball Köniz unter Vertrag steht und für die Schweizer Nationalmannschaft spielt.

## Karriere

### Bern Capitals
Um regelmässig Spielzeit zu erhalten, wechselte Eder aus dem Nachwuchs von Floorball Köniz in die Nationalliga B zu den Bern Capitals. Nach einem Jahr schloss er sich wieder seinem Ausbildungsverein Floorball Köniz an.

### Floorball Köniz
Nach seiner Rückkehr von den Bern Capitals spielte Eder zwischen 2011 und 2014 bei Floorball Köniz. Er absolvierte 91 Partien für den Club aus der Berner Vorstadt.

### HC Rychenberg Winterthur
2014 wechselte Eder zum Ligakonkurrenten HC Rychenberg Winterthur und hütete während zweier Saisons das Tor der Eulachstäder. Während der Play-offs der Saison 2015/16 verkündete der HC Rychenberg Winterthur den Abgang von Eder zu seinem Stammverein. Bei den Eulachstädtern reifte Eder zu einem der besten Schweizer Torhüter.

### Floorball Köniz
Nach dem Rücktritt des langjährigen Torhüters Samuel Thut wurde bei Köniz ein neuer Torhüter gesucht. Mit Patrick Eder konnte Sportchef Heinz Zaugg seinen Wunschkandidaten verpflichten. Am 9. Januar 2018 verkündete Floorball Köniz, dass Eder seinen Kontrakt verlängert habe. Im Frühjahr 2020 verlängerte er seinen Vertrag erneut.

### Nationalmannschaft

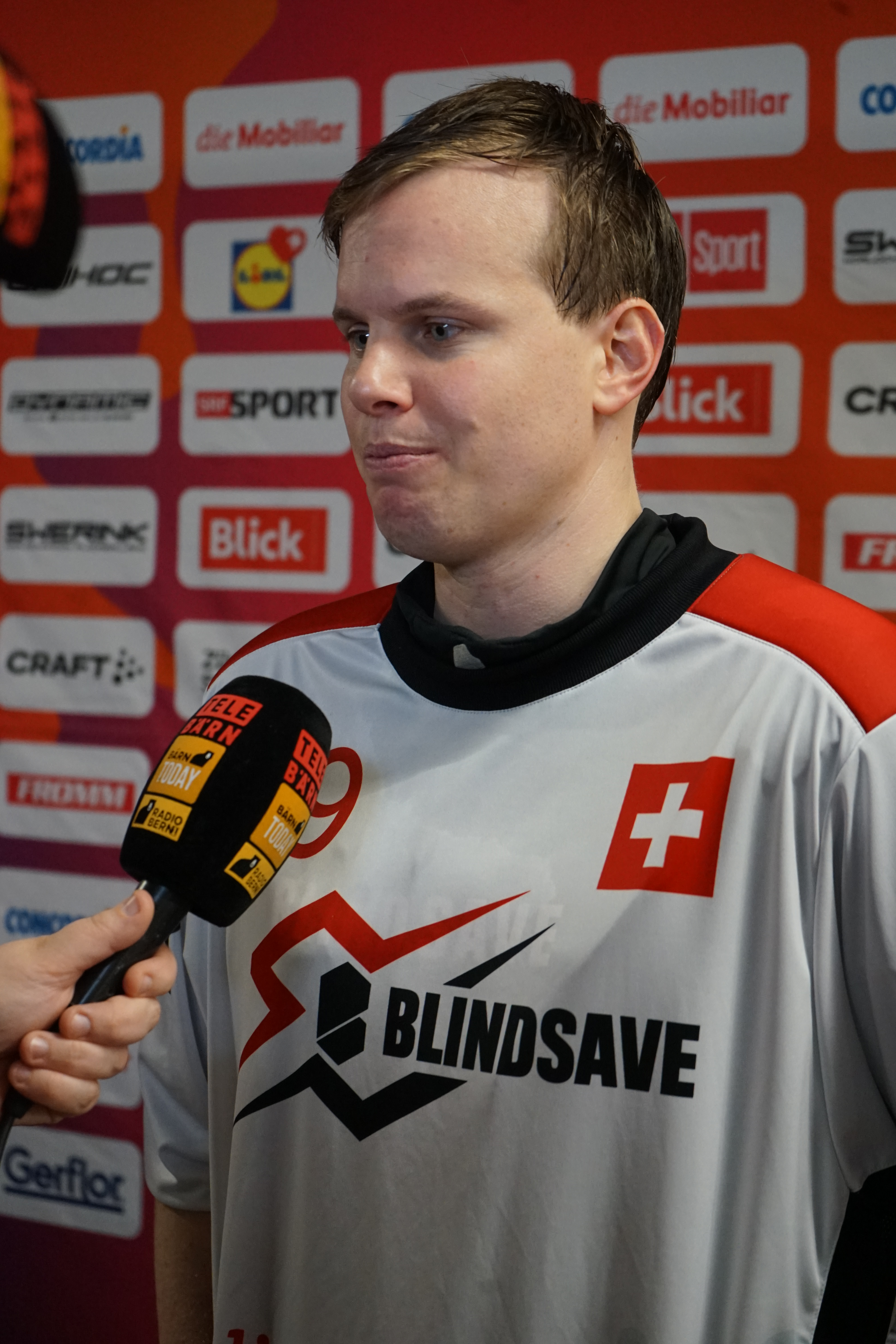
Eder im Dress der Nationalmannschaft an der WM 2022

Seit 2016 ist Eder Teil der Nationalmannschaft. Er spielte an den Weltmeisterschaften 2018, 2021 und 2022.